# Кінца
Кінца́ (рос. Кинца) — річка в Удмуртії (Сюмсинський район), Росія, права притока Лумпуна.
Річка починається на півночі Сюмсинського району. Русло спрямоване спочатку на схід, потім на південний схід, пригирлова ділянка — на північ. Впадає до Лумпуна нижче урочища Подшибино.
Русло вузьке, долина неширока. Береги заліснені та заболочені. Над річкою не розташовано населених пунктів, в середній течії річку перетинала Кільмезька вузькоколійна залізниця.
| Річка | Це незавершена стаття про річку. Ви можете допомогти проєкту, виправивши або дописавши її. |